# Ombres en plein jour
Pour plus de détails, voir Fiche technique et Distribution.
Ombres en plein jour (真昼の暗黒, Mahiru no ankoku) est un film de procès japonais réalisé en 1956 par Tadashi Imai.

## Synopsis
Janvier 1951. Dans un village de pêcheurs, un vieux couple est assassiné et volé. Arrêté et violemment interrogé, un jeune homme, Kōjima, finit par avouer sa culpabilité. Il dénonce, en outre, de prétendus complices. L'un d'eux, Uemura, est à son tour convaincu de meurtre. En dépit de la plaidoirie d'un courageux avocat, Uemura est condamné à mort tandis que Kōjima écope d'une peine de prison à perpétuité. Les trois intéressés interjettent appel.

## Fiche technique
- Titre du film : Ombres en plein jour[1]
- Titre original : 真昼の暗黒 (Mahiru no ankoku?)
- Réalisation : Tadashi Imai
- Scénario : Shinobu Hashimoto, d'après le roman de Hiroshi Masaki, Le Juge.
- Photographie : Shun'ichirō Nakao
- Musique : Akira Ifukube
- Décors : Kazuo Kubo
- Production : Tengo Yamada
- Société de production : Gendai productions
- Pays d'origine :  Japon
- Langue originale : japonais
- Format : noir et blanc - 1,37:1 - 35 mm - son mono
- Genre : drame
- Durée : 122 minutes (métrage : treize bobines - 3 340 m[2])
- Dates de sortie
  - Japon : 27 mars 1956[2]
  - France : 14 novembre 1956[3]

## Distribution artistique
- Kōjirō Kusanagi : Seiji Uemura
- Teruo Matsuyama : Takeshi Kōjima
- Taketoshi Naitō : avocat Kondo
- Sachiko Hidari : Kaneko Nagai
- Chōko Iida : Tsuna Uemura
- Ichirō Sugai : l'avocat Yamamoto
- Yoshi Katō : Oshima
- Kyū Sazanka (en) : Shiraki
- Shinsuke Ashida : Yoshii
- Tanie Kitabayashi : Satoe Miyazaki
- Sō Yamamura : Yuji
- Taiji Tonoyama : Uhei Matsumura

## Commentaire
Adapté d'un roman écrit par Hiroshi Masaki, le film relate un authentique fait divers qui défraya la chronique judiciaire au Japon. Lorsqu'il fut tourné, l'affaire était encore en appel devant la Haute-Cour (les inculpés ne furent relaxés qu'en 1968). Le récit, vif et incisif, est bâti suivant une série de flash back visualisant les opinions respectives de Kōjima et de son avocat.  